# Pilea glabra
Pilea glabra är en nässelväxtart som beskrevs av S. Wats.. Pilea glabra ingår i släktet pileor, och familjen nässelväxter. Inga underarter finns listade i Catalogue of Life.